# Gorillor
Gorillor (Gorilla) är ett släkte marklevande växtätande primater i Afrika. De är den största arten primater, med lika lång kropp som en människa men axelbredare och avsevärt tyngre. Gorillorna är människans närmast levande släkting efter schimpanserna. 

## Systematik, utbredning och status
I slutet av 1800-talet började man dela upp gorillan i två arter, dels de som levde i det låglänta Västafrika, och dels de som levde i det bergiga Östafrika. Man kallade dem för västliga resp östliga gorillor. Men under lång tid under 1900-talet betraktades alla gorillor som samma art, Gorilla gorilla.
Genetiska studier har visat att uppdelningen i två arter är korrekt: Västlig gorilla (Gorilla gorilla) och östlig gorilla (Gorilla beringei), som var och en är indelad i två underarter. Ibland skiljer man på låglandsgorilla med både västlig och östlig låglandsgorilla och bergsgorilla, en underart till den östliga gorillan. Dessa beteckningar har viss ekologisk relevans, men beteckningen "låglandsgorilla" buntar ihop underarter som inte är närmare släkt med varann.
För 100 år sedan var gorillan spridd över ekvatoriala Västafrika, skogsområden i Kamerun, Gabon, Kongo-Brazzaville och Kongo-Kinshasa. Österut förekom den ända till gränsområdet mot Tanzania. "Bergsgorillan", G b beringei, lever idag i Virungabergen mellan Rwanda och Uganda. Det finns endast 750 levande bergsgorillor så den anses hotad av utrotning. För G b graueri som lever i östra delen av Demokratiska Republiken Kongo är situation inte fullt så kritisk. Däremot är den västliga gorillan, som främst lever i Gabon och Kamerun, klassad som akut utrotningshotad, eftersom den snabbt minskar i antal på grund av jakt och sjukdomar, särskilt ebolafeber.

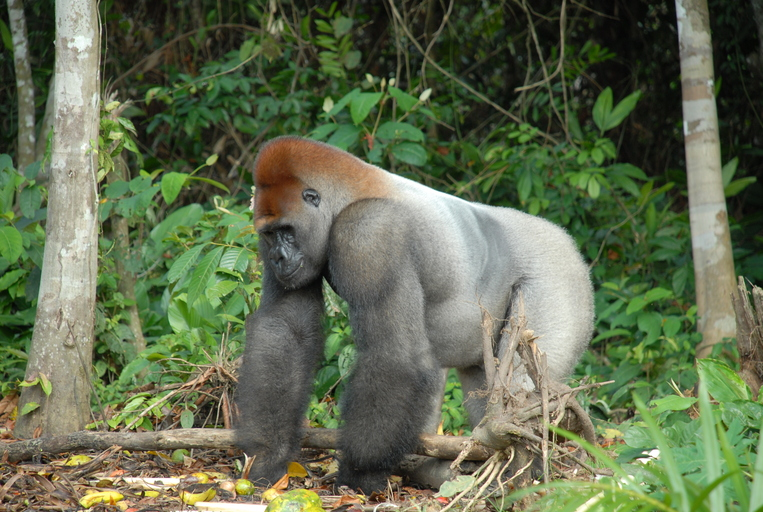
Hane västlig gorilla (G. g. gorilla)
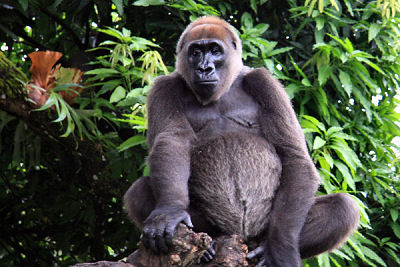
Östlig gorilla (G. g. diehli)

## Utseende

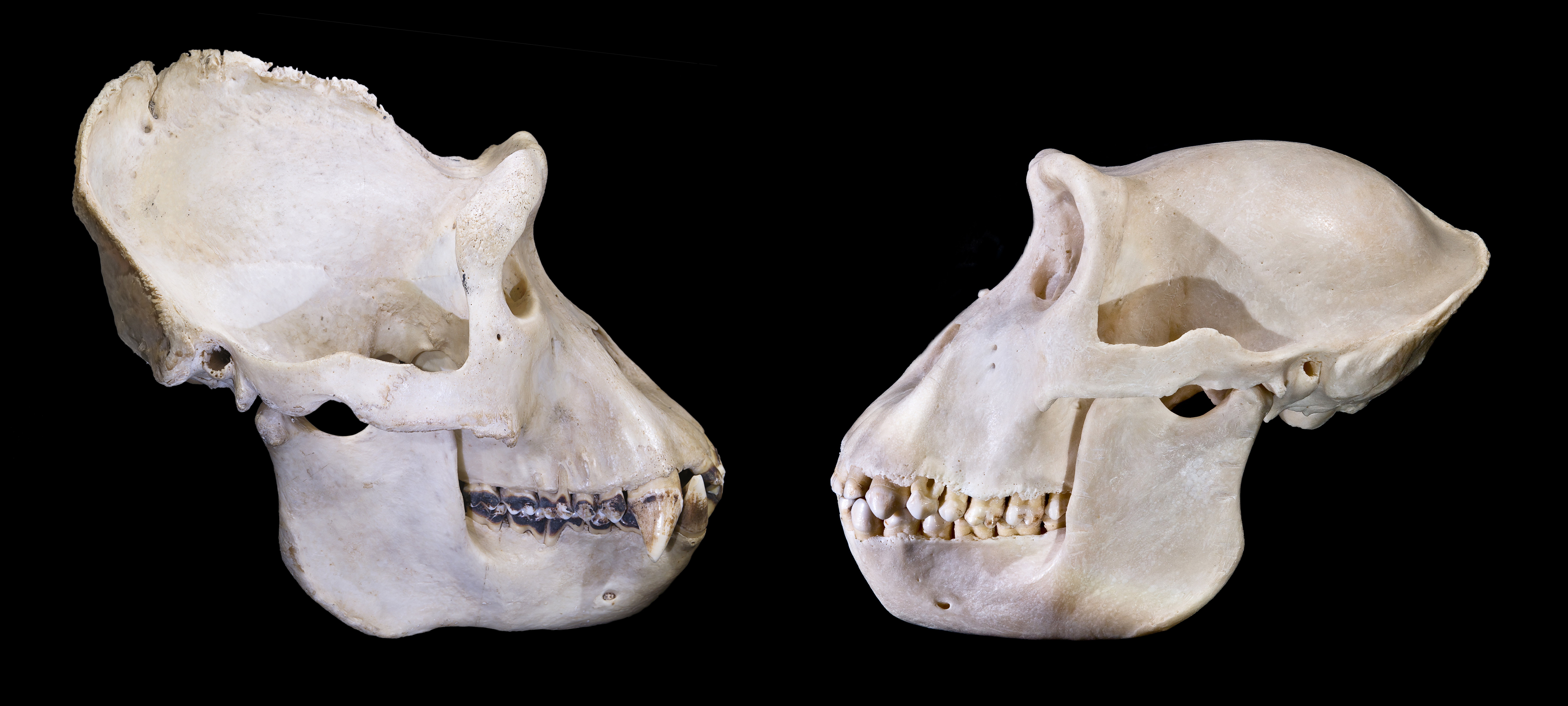
Könsdimorfism av skallen: Hane (t v), hona (t h)

Den fullvuxne hannen blir runt 1,65-1,80 m lång och väger 135-180 kg. Gorillor i fångenskap blir emellertid ofta mycket tyngre än så, eftersom de inte får så mycket motion. Skulderbredden uppges till 95 cm. Honan är ungefär hälften så stor som hannen. Gorillornas livslängd uppgår till cirka 30-50 år. Tänderna är kraftigt utvecklade, och hörntänderna hos hannen bildar starka betar. Den som tuggmuskel viktiga temporalismuskeln sträcker sig långt upp på hjässan och har hos den gamle hannen givit anledning till utbildande av en stor hjässkam (crista sagittalis) på kraniet. Käkpartiet är liksom hos andra apor i jämförelse med förhållandet hos människan starkt framåtskjutande; dock framträder detta drag ej hos ungen, utan först hos äldre individer, varför gorillaungens kranium mera liknar människans. 
Näsan är platt med vida näsborrar och öronen är små. Ansiktet och öronen är liksom händernas och fötternas undersida nakna och av skiffersvart färg, övriga delar av kroppen är täckta av en mer eller mindre tät, något stripig hårbeklädnad, som till färgen är gråaktig med rödbrun inblandning. Armarna är i förhållande till de bakre extremiteterna kraftigt utvecklade. Händerna och fötterna är stora. Såväl tummen som stortån är förenade med hudveck; båda kan sättas mot fotsulan respektive handflatan. När gorillan går på alla fyra, stöder den på hela fotsulan, men på den knutna handens knogar, som därför är försedda med hårda valkar. Dock går den med lätthet på bakbenen.

## Ekologi

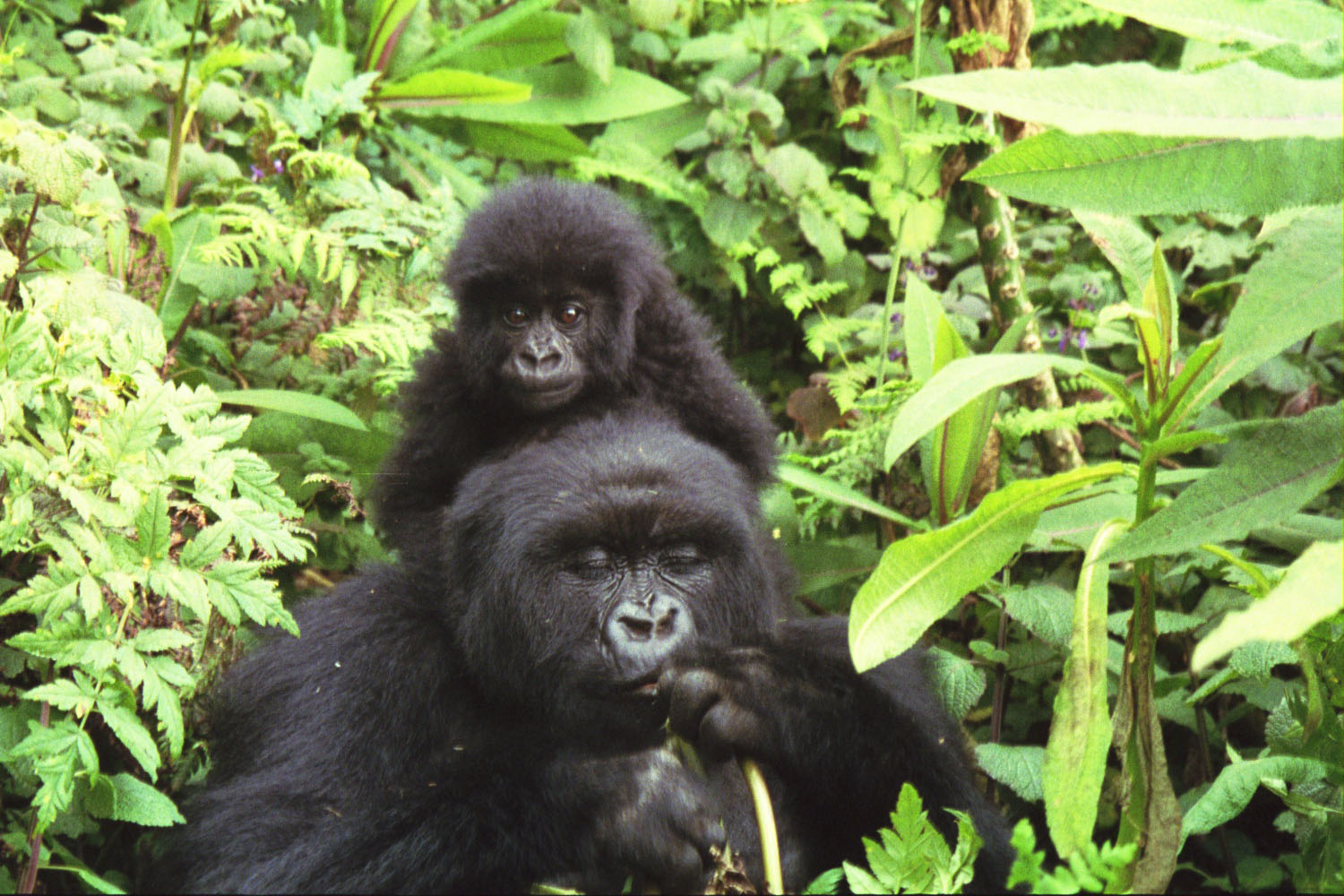
Hona östlig gorilla, med unge på ryggen.

Honan är dräktig i 8 1/2 månad och får en unge med cirka 3-4 års mellanrum, vilket också är så länge som ungen följer honan. Honorna blir könsmogna vid cirka 7-8 år och hannarna vid 11-12 år. Gorillorna är huvudsakligen växtätare och äter frukt, löv och växtskott. Insekter utgör någon procent av dieten. 
Gorillan för ett kringströvande liv. Den förekommer enstaka och i mindre sällskap under ledning av någon gammal hane som vakar över gruppen. För natten reder gorillorna ett näste av trädgrenar, i vilket honan och ungarna vilar, medan den gamle hannen sover sittande på marken vid trädets fot. Ibland finns i gruppen flera fullvuxna individer av såväl han- som honkön, i andra fall är den gamle åtföljd endast av en hona med ungar. Möjligen uppträder hos gorillan monogami omväxlande med polygami, men i bägge fallen med beständiga förhållanden. 
Man vet inte om gorillan, utan att vara retad eller sårad, anfaller människor. I regel tycks den gå ur vägen för dem. Många berättelser om gorillans farlighet är överdrivna. Anfaller den gör den det gående på alla fyra eller hoppande. Vid anfallet tycks den dock ibland resa sig och försöka krossa sin motståndare genom en omfamning med de starka armarna, annars är hörntänderna anfallsvapnet. Att gorillor rövar bort kvinnor och barn är en myt.

## Gorillor och människan

### Namn
Gorilla är ursprungligen ett afrikanskt ord för en människoliknande varelse, enligt SAOB. 
"Gorillor" omtalas redan 500 f.Kr. i Hanno Sjöfararens rapport om en upptäcktsfärd till Afrika i syfte att anlägga kolonier där. Hanno skriver att på en plats som kan ha varit dagens Sierra Leone (eller Kamerun eller rentav Marocko) påträffade de människoliknande varelser: "Flertalet var kvinnor med hårig kropp, och tolkarna kallade dem Γοριλλαι (Gorillai, grekiska för "håriga kvinnor"). Männen kunde vi inte få fatt, då vi förföljde dem; de undkom oss lätt, eftersom de klättrade över avgrunder och försvarade sig med klippstycken. Vi infångade tre kvinnor, men vi kunde ej föra dem med oss, eftersom de bet och klöstes. Därför måste vi döda dem; vi flådde dem och skickade skinnen till Kartago." Dock finns Hannos berättelse ej bevarat i den puniska originaltexten, utan bara som en grekisk kopia gjord flera hundra år senare, och det går idag knappast att säga med någon säkerhet vad Hannos "gorillor" egentligen var för art. Det mest sannolika var att kartagerna träffat på schimpanser

### Vetenskaplig upptäckt
För västvärlden blev släktet känt 1846 då gorillor observerades av den amerikanske missionären Wilson. Släktet beskrevs vetenskapligt 1853 av Isidore Geoffroy Saint-Hilaire. Den förste europé som observerade gorillor i naturen och även sköt en gorilla  var von Koppenfels 1874. Till Europa överfördes den första levande gorillan redan 1861, men förevisades som schimpans i England. Stort uppseende väckte en ung gorilla, som 1876 kom till akvariet i Berlin och levde där i över 16 månader. De tidiga uppvisningsgorillorna i Europa var i allmänhet ungar som dog efter högst ett år. Ett undantag vid denna tid var en hona, som vid 4 års ålder kom till zoologiska trädgården i Breslau och levde där 7 år. Hos henne inträffade tandömsningen vid 8 års ålder. Hon levde mest på vegetarisk mat, andra gorillor i fångenskap vid den här tiden hade huvudsakligen fått kött. 
Den första gorillan som föddes i fångenskap var Colo, en västlig gorilla.

### Gorillor i populärkultur
- King Kong
- Donkey Kong
- Tracy the Gorilla (The Ghost Busters och Filmation's Ghostbusters)
- Sally Jones (Legenden om Sally Jones)
- Gorilla Grodd
- Grobian
- Harambe